# Actinocyclus
Actinocyclus es un género de moluscos nudibranquios de la familia Actinocyclidae.
No confundir con Actinocyclus  Ehrenberg, 1837 , un género de diatomeas de la familia Hemidiscaceae.

## Diversidad
El género Actinocyclus incluye dos especies descritas:
- Actinocyclus papillatus  Bergh, 1878
- Actinocyclus verrucosus  Ehrenberg, 1831

Especies cuyo nombre ha dejado de ser aceptado por sinonimia:
- Actinocyclus laevis (Bergh, 1890) aceptado como Actinocyclus verrucosus Ehrenberg, 1831